# Белохвостый канюк
Белохвостый канюк (лат. Geranoaetus albicaudatus) — вид птиц из семейства ястребиных. Выделяют три подвида. Видовое название albicaudatus означает «белохвостый».

## Распространение
Ареал включает в себя Южную и Центральную Америку, некоторые карибские острова, а также юг Северной Америки (вплоть до крайнего юга США).

## Описание
Длина тела и вес самцов 46-52 см, ок. 950 г; а самок 48-58 см, ок. 1100 г. Оперение у представителей разных полов одинаковое, но имеют место различия в размерах. У взрослых особей безошибочно указывающий на принадлежность к данному виду белый хвост с широкой (примерно 2,5 см) чёрной полосой, верхняя часть тела от светло- до темно-нейтрально-серого цвета, а также белые грудка и брюшко, этот признак проявляется только на третьем году жизни. Корично-рыжеватое пятно на крыле полностью развивается на втором году жизни птицы и представлено темно-коричневым лоскутом с рыжими краями в первый год. Основной оперение довольно постоянное по всему ареалу, но присутствуют фазы от средне- до темно-серого (некоторые с примесью рыжего на брюшке), которые известны из Южной Америки.
Изредка бывают меланистами.

## Биология
В рацион входят главным образом мелкие позвоночные (млекопитающие, птицы, рептилии, земноводные) и членистоногие.
Самец и самка вместе строят гнездо и вместе выкармливают птенцов.